# Санта-Тереза (микрорегион)

Санта-Тереза на карте.

Санта-Тереза (порт. Microrregião de Santa Teresa) — микрорегион в Бразилии. Входит в штат Эспириту-Санту. Составная часть мезорегиона Центр штата Эспириту-Санту. Н
Население составляет 	104 527	 человек (на 2010 год). Площадь — 	3 309,100	 км². Плотность населения — 	31,59	 чел./км².

## Демография
Согласно сведениям, собранным в ходе переписи 2010 г. Национальным институтом географии и статистики (IBGE), население микрорегиона составляет:						
| Полное население                             | Полное население                             | Полное население                             | Полное население                             | 104 527 |
| -------------------------------------------- | -------------------------------------------- | -------------------------------------------- | -------------------------------------------- | ------- |
| в том числе:                                 | Городское население                          | 43 913                                       | Процент городского населения, %              | 42,01   |
|                                              | Сельское население                           | 60 614                                       | Процент сельского населения, %               | 57,99   |
|                                              | Мужское население                            | 53 213                                       | Процент мужского населения, %                | 50,91   |
|                                              | Женское население                            | 51 314                                       | Процент женского населения, %                | 49,09   |
| Плотность населения, чел/км²                 | Плотность населения, чел/км²                 | Плотность населения, чел/км²                 | Плотность населения, чел/км²                 | 31,59   |
| Население микрорегиона в % к населению штата | Население микрорегиона в % к населению штата | Население микрорегиона в % к населению штата | Население микрорегиона в % к населению штата | 2,97    |

## Статистика
- Валовой внутренний продукт на 2003 составляет 407 887 214,00 реалов (данные: Бразильский институт географии и статистики).
- Валовой внутренний продукт на душу населения на 2003 составляет 3 989,24 реалов (данные: Бразильский институт географии и статистики).
- Индекс развития человеческого потенциала на 2000 составляет 0,744 (данные: Программа развития ООН).

## Состав микрорегиона
В составе микрорегиона  включены следующие муниципалитеты:
1. Итагуасу
2. Итарана
3. Санта-Леополдина
4. Санта-Мария-ди-Жетиба
5. Санта-Тереза
6. Сан-Роки-ду-Канаан